# Јелка Бојкић Макавејев
Јелка Бојкић (Сремска Митровица, 17. октобар 1904 — Београд, 2. март 1987) била је прва жена дипломирани ветеринар у Краљевини Југославији.

## Биографија
Рођена је 1904. године у Сремској Митровици (мајка Лепосава, отац Владимир), али је због преране смрти родитеља детињство провела код рођака у Јошавици, срез Петриња.
У родни град се вратила ради школовања. Њен старатељ, пошто је била сироче, био је угледни митровачки прота Драгомир Радошевић. Вредна и паметна девојчица, иако у тешкој материјалној ситуацији, уписује се у Митровачку гимназију школске 1917/18. године у којој је 1926. године матурирала. Када би се присећала гимназијских дана истицала је да су посебан утисак на њу оставили наставници Матија Крмпотић и Ада Штулхофер.
По њеним речима, они су јој дали одличну основу, тако да у даљем школовању није имала проблема са учењем. Јелка је показивала интересовање за медицину тако да ју је наставница Ада Штулхофер већ видела у белом мантилу. Њена жеља да помаже људима је била толико очигледна да су је сви професори звали докторка. Нажалост због слабог материјалног стања није могла да упише студије медицине које су дуго трајале и биле су доста скупе. Иако разочарана уписује се на Ветеринарски факултет у Загребу и због тога се није покајала.
Ветеринарски факултет у Загребу основан је после Првог светског рата, а доласком Јелке Бојкић долази у центар пажње. Она је била прва девојка која је добила индекс овог Факултета, али и прва жена ветеринар у региону када је 23. јула 1932. године дипломирала добивши диплому број 144, односно Наслов и част ветеринара.
Вест о дипломирању објављена је у дневном листу Политика из тог периода.
Док је студирала у Загребу становала је у студентском дому са још пет девојака у соби. Код једног адвоката исписивала је адресе и на тај начин успевала да заради скромни џепарац. Није располагала неким новцем потребним за младалачки провод. Током студија борила се за права својих колегиница и колега, учествовала у оснивању студентског дома на Илици у Загребу, а осим тога што је била одличан студент са високим оценама, говорило се и о њеној склоности према позоришту, филму и музици, тако да њена свестрана личност кроз школовање није прошла неопажено. Била је председница Женске студентске организације Свеучилишта у Загребу.
Након дипломирања, у октобру 1932. године, Јелка се запослила у Централном ветеринарском бактериолошком заводу у Београду. У том периоду била је у браку са Сергијем Макавејевом (касније се они разводе) и недуго након запослења добила је сина Душана (13. октобар 1932. године). Непосредно пред Други светски рат радила је у Серум-заводу Камендин у Новом Саду, а потом се вратила у Београд.
Почетак рата довео ју је поново за лабораторијски сто у новоформираном Заводу за производњу ветеринарских цепива и лекова. Окупирана Србија, поред разних других проблема, нашла се у ситуацији да јој и оно мало преосталог сточног фонда додатно униште заразне болести. То је био основни мотив да се приступи организованој производњи ветеринарских цепива и лекова у Пожешкој улици на Чукарици, у бившем Пастеровом заводу, где се окупило неколико ветеринарских стручњака који су донекле били оспособљени за ову врсту посла. То су били стручњаци који су пре тога радили у Централном ветеринарском бактериолошком заводу или у Државном серум заводу у Земуну, који је остао на територији НДХ, као и неколико неискусних почетника. Јелка је све до ослобођења 1945. године радила у Заводу, а након тога била је запослена у Ветсерум заводима у Новом Саду и Суботици. Од јула 1950. године опет је живела и радила у Београду. Прво је радила у Ветеринарско научно-истраживачком институту, а затим је постала део тима Хигијенског института НР Србије. Била је ангажована у производњи ветеринарских цепива, тј. серума, али и вакцина за хумане сврхе где је постигла значајне резултате. Науци и пракси је још више допринела са позиције шефа Серумског одељења у Заводу за вакцине и серуме на Торлаку одакле се пензионисала 1963. године.
Након пензионисања наставила је да мирно и повучено живи у свом стану на Карабурми у Београду. Умрла је 2. марта 1987. године у Београду.